# Una (film)
Una è un film del 2016 diretto da Benedict Andrews e basato sull'opera teatrale Blackbird di David Harrower, che racconta la storia di una giovane donna in cerca di risposte dal suo passato.

## Trama
Una Spencer è una giovane donna che si reca sul posto di lavoro di Ray Brooks, ex vicino di casa e amico fidato di suo padre, il quale quindici anni prima fu condannato a quattro anni di carcere per aver intrattenuto una "relazione" con Una, che a quel tempo aveva solo 13 anni. Ray fu arrestato dopo che le analisi dello sperma rimasto su di lei confermarono i rapporti sessuali intercorsi tra i due. Ray, che ora si fa chiamare Peter Travelian e lavora come dirigente di un grande magazzino, si è fatto una famiglia e ha dimenticato il suo passato. Una, pur consapevole della gravità dell'atto commesso da Ray, gli rinfaccia di averla "sedotta e abbandonata" lasciandola vagare di notte per la città. Ray risponde che in realtà, dopo essersi allontanato, era tornato indietro ma non l'aveva trovata, e venne arrestato dalla polizia.
Dopo essere rimasti soli nel magazzino chiuso, in un impeto di passione i due si ritrovano a fare l'amore, ma a un certo punto Ray chiede a Una di smettere per non complicare le cose; tornato a casa, Ray ha un rapporto intimo con sua moglie Yvonne tenendo gli occhi chiusi. Insieme al suo nuovo compagno, il magazziniere Scott, Una va alla festa organizzata nella lussuosa residenza di Ray. Una discute con Yvonne, intuendo che il matrimonio con Ray non è del tutto felice, poi si aggira al piano di sopra fino alla cameretta di Amy, la giovane figlia di Yvonne nata da un precedente matrimonio, alla quale si presenta come un'amica del patrigno. Dopo aver rivisto Ray, Una si precipita per strada. Ray la segue, nega l'accusa sottintesa di Una e le giura che lei è l'unica di quell'età che abbia mai desiderato, baciandole il viso mentre Yvonne, Amy e Scott li guardano da lontano. Dopodiché, Una si allontana lungo il viale.

## Produzione
Nel novembre 2014 è stato annunciato che Rooney Mara e Ben Mendelsohn erano stati scelti rispettivamente per i ruoli di Una e Ray, con Benedict Andrews come regista e David Harrower come autore della sceneggiatura.
Le riprese iniziarono il 13 giugno 2015 nel Regno Unito.

## Distribuzione
La pellicola è stata presentata in anteprima mondiale il 2 settembre 2016 al Telluride Film Festival, e l'11 seguente al Toronto International Film Festival, mentre nel mese di ottobre viene presentato al London Film Festival e al Roma Film Festival.

## Accoglienza

### Critica
Una ha ricevuto recensioni positive dalla critica. Su Rotten Tomatoes ha un indice di gradimento del 76% con un voto medio di 6,73/10 basato su 108 recensioni (con un consenso generale che recita «I protagonisti ben abbinati di "Una" portano in vita una storia scomoda senza paura, mantenendo il film costantemente avvincente in quanto attraversa il difficile passaggio dal palcoscenico al cinema»), mentre su Metacritic ha un punteggio di 62/100 basato su 28 recensioni.

### Incassi
Il film ha incassato 508169 $.